# Rudolf Wobbe
Rudolf Gustav Wobbe (* 11. Februar 1926 in Hamburg; † 31. Januar 1992 nahe Salt Lake City, Utah) war ein deutscher Widerstandskämpfer gegen den Nationalsozialismus.

## Leben
Rudolf Wobbe bildete zusammen mit Helmuth Hübener, Karl-Heinz Schnibbe und seinem Arbeitskollegen Gerhard Düwer eine Widerstandsgruppe. Die Jugendlichen hörten im Jahr 1941 heimlich Rundfunksendungen der britischen BBC und verteilten deren Meldungen in Form von Protest-Flugblättern in Hamburger Arbeiterwohnvierteln.
Die Helmuth-Hübener-Gruppe wurde im Februar 1942 aufgedeckt und durch Angehörige der Gestapo verhaftet. Am 11. August 1942 fand die Verhandlung vor dem 2. Senat des Volksgerichtshofs in Berlin unter dem Vizepräsidenten Karl Engert statt. Weil Hübener versuchte, alle Schuld auf sich zu nehmen, erhielten Karl-Heinz Schnibbe (16), Rudolf Wobbe (16) und Gerhard Düwer (17) lediglich Haftstrafen zwischen vier und zehn Jahren: Rudolf Wobbe 10 Jahre, Karl-Heinz Schnibbe 5 Jahre und Gerhard Düwer 4 Jahre. Am 27. Oktober 1942 wurde Helmuth Hübener im Alter von 17 Jahren von Scharfrichter Wilhelm Röttger hingerichtet. 
Rudolf Wobbe wanderte später nach Salt Lake City im US-Bundesstaat Utah aus, wo er auf dem Mountain View Memorial Estates Cemetery in Cottonwood Heights, Utah, USA begraben ist.
| Personendaten    | Personendaten                                              |
| ---------------- | ---------------------------------------------------------- |
| NAME             | Wobbe, Rudolf                                              |
| ALTERNATIVNAMEN  | Wobbe, Rudolf Gustav                                       |
| KURZBESCHREIBUNG | deutscher Widerstandskämpfer gegen den Nationalsozialismus |
| GEBURTSDATUM     | 11. Februar 1926                                           |
| GEBURTSORT       | Hamburg                                                    |
| STERBEDATUM      | 31. Januar 1992                                            |
| STERBEORT        | bei Salt Lake City, Utah                                   |